# Rif (gorovje)
Rif (Tarifit ⴰⵔⵔⵉⴼ, ⴰⵔⵉⴼ, latinizirano: Arrif, Arif, arabsko الريف), imenovano tudi gorovje Rif, je geografska regija v severnem Maroku. Na severu meji na Sredozemsko morje in Španijo ter na zahodu na Atlantski ocean. Regija je domovina Rifijcev in ljudstva Džebala. To gorsko in rodovitno območje meji na polotok Spartel in Tanger na zahodu, na Berkane in reko Moulouya na vzhodu in na reko Ouergha na jugu. Gorovje Rif je razdeljeno na vzhodno gorovje Rif (Nador, Driouch, Al Hoceima) in zahodno gorovje Rif (Tanger, Tetouan, Chefchaouen, Taounate).

## Geografija
Geološko gledano gorovje Rif pripada geološki regiji Gibraltarskega loka ali morja Alborán. So podaljšek Baetskega sistema, ki vključuje gore južnega Iberskega polotoka na drugi strani preliva. Tako gorovje Rif ni del gorskega sistema Atlas.
Večja mesta v širši regiji Rif so Nador, Al Hoceima (imenovana tudi Villa), Imzouren, Driouch, Ben Taieb, Midar in Al Aaroui ter nekaj (manjših) mest: Segangan, Selwan, Ajdir in Targuist (Targist).
Rif odmaka reka Moulouya, ki v smeri jugozahod/severovzhod od Tounfiteja do Kebdane, približno deset kilometrov od alžirske meje prečka polovico Maroka.
Na reki Moulouya je jez Mohameda V., ki oskrbuje hidroelektrarno s 85 GWh in načeloma zadrži 650 milijonov m3, zmogljivost pa se zaradi nasipavanja zmanjša za polovico. Na njenem glavnem desnem pritoku, Za, je jez Hassana II.

## Zgodovina
Rif poseljujejo Berberi že od prazgodovine. Že v 11. stoletju pred našim štetjem so Feničani začeli ustanavljati trgovske postojanke v sodelovanju z lokalnimi Berberi; pričel se je razvoj punščine na sredozemski in atlantski obali in ustanavljali mesta, kot so Tetouan, Rusadir (danes Melilla) in v 5. stoletju pr. n. št. Tingi (danes Tanger).
Po tretji punski vojni je obala Severne Afrike prišla pod nadzor Rima, Rif pa je postal del Mavretanskega kraljestva. Ko je bila Mavretanija med vladavino cesarja Klavdija I. razdeljena, je Tanger postal glavno mesto Tingiške Mavretanije. V 5. stoletju našega štetja se je rimska vladavina končala, regijo pa je kasneje ponovno osvojilo in delno nadzorovalo Bizantinsko cesarstvo.
Leta 710 je v Rifu Salih I. ibn Mansur ustanovil emirat Nekor, Berberi so se začeli spreobračati v islam. Do 15. stoletja je bilo veliko Mavrov izgnanih iz Španije, večina pa se jih je naselila v Zahodnem Rifu in prinesla svojo kulturo, kot je andaluzijska glasba, ter celo ustanovila mesto Chefchaouen. Od takrat je bil Rif prizorišče številnih bitk s Španijo in Portugalsko. Leta 1415 je Portugalska vdrla v Ceuto, leta 1490 pa je Španija osvojila Melillo.
Špansko-maroška vojna je izbruhnila leta 1859 v Tetouanu, Maroko je bil poražen. Špansko-maroški konflikti so se nadaljevali v 20. stoletju pod vodstvom Abd el-Krima, vodje berberske gverile, ki je leta 1921 razglasil republiko Rif. Rifski Berberi so v rifski vojni v 1920-ih večkrat premagali Špance, preden so bili na koncu poraženi; v vojni so španske sile obsežno uporabljale kemično orožje. Španija je dekolonizirala špansko regijo in jo vrnila Maroku aprila 1956, mesec dni po tem, ko je francoska regija pridobila neodvisnost od Francije. Kmalu zatem je leta 1958 na severu proti maroškemu kralju izbruhnil upor rifskih upornikov, ki pa je bil zlahka zatrt.

## Gospodarstvo
Prebivalci razgibanega gorovja Rif so stoletja živeli v nekakšni samozadostni ekonomiji. Pridelovali so žita (pšenico, ječmen, proso itd.) in zelenjavo (krompir, bob, korenje, melone itd.). Izboljšave transportnih možnosti med kolonialnim obdobjem in po njem so pomenile, da je bilo mogoče oskrbovati tudi bolj oddaljena naselja. Maroko je tudi največji svetovni izvoznik hašiša. Vzhodno od Chefchaouena s središčem okoli Issaguena (prej Ketama) večinoma gojijo rastline konoplje.
Regija je gospodarsko nerazvita.

## Okolje =
Po mnenju C. Michaela Hogana obstaja med pet in osem ločenih subpopulacij ogroženega prvaka berberskega makaka (Macaca sylvanus). V gorovju Rif živi tudi podvrsta medonosne čebele Apis mellifera major.
Regija Rif prejme več padavin kot katera koli druga regija v Maroku, pri čemer nekateri deli prejmejo več kot 2000 mm padavin na leto. Zahodni in osrednji del sta bolj deževna in sta prekrita z gozdovi atlaške cedre, hrasta plutovca in črnike ter z edinim preostalim gozdom maroške jelke, podvrste španske jelke. Vzhodna pobočja prejmejo manj padavin, tam pa gozdove sestavljajo predvsem borovci, zlasti alepski bor, obmorski bor in arar.
Množično krčenje gozdov zaradi prekomerne paše, gozdnih požarov in kmetijske rabe, zlasti za ustvarjanje nasadov konoplje, poteka od leta 1950. Krčenje gozdov je povzročilo degradacijo tal zaradi izpiranja zgornje plasti tal.

## Plemena
Gorovje Rif je dom različnim plemenom, ki so običajno razdeljena v še manjše skupine. Sledi seznam plemen:
- Gzenaya
- Ait Ouriaghel
- Ait Amart
- Ait Touzine
- Ait Temsaman
- Ait Oulichek
- Ait Tafersit
- Ait Said
- Kebdana
- Targuist
- Bokoya
- Ait Itteft
- Ait Boufrah
- Ait Hadifa